# تامشكضان (آيت تكلا)
تامشكضان هو دُوَّار يقع بجماعة آيت تكلا، إقليم أزيلال، جهة بني ملال خنيفرة في المملكة المغربية. ينتمي الدوّار لمشيخة آيت تكلا التي تضم دوارين. يقدر عدد سكانه بـ 1577 نسمة حسب الإحصاء الرسمي للسكان والسكنى لسنة 2004.

## روابط خارجية
- البوابة الوطنية للجماعات الترابية نسخة محفوظة 12 مارس 2018 على موقع واي باك مشين.
- المندوبية السامية للتخطيط